# Langi Gleeson
Langi Gleeson (Sídney, Australia, 21 de julio de 2001) es un jugador profesional australiano de rugby que se desempeña en la posición de número 8 en New South Wales Waratahs, equipo perteneciente a la liga Súper Rugby.

## Carrera
En 2020, Gleeson se unió al equipo Manly Marlins (2020-2021), después pasó a New South Wales Waratahs, donde lleva jugando tres temporadas. También es parte de la Selección de rugby de Australia.